# Francis Lopez
Francis Lopez (Montbéliard, 15 juni 1916 - Parijs, 5 januari 1995) was een Frans componist van operettes, chansons en filmmuziek.

## Biografie
Lopez is de zoon van een Peruaanse vader met een oorsprong in het Frans-Baskische Hendaye. Hij vertrok uit Lima naar Frankrijk emigreerde om zijn vak als tandarts uit te oefenen. Zijn moeder kwam uit de Argentijnse hoofdstad Buenos Aires. Francis werd geboren in de Franche-Comté en keerde na de dood van zijn vader terug naar Frans Baskenland. Ondertussen liet hij zich nationaliseren tot Fransman. Hij volgde het lyceum in Pau en studeerde geneeskunde in Parijs om net als zijn vader tandarts te worden. Als pianist speelde hij tijdens cabarets en in bars.
In aanloop naar de Tweede Wereldoorlog, werd hij in 1939 gemobiliseerd. Tegen de Kerst componeerde hij zijn eerste liedjes. In 1940 raakte hij gewond en keerde hij terug naar het burgerleven. In Parijs opende hij een tandartspraktijk. Daarnaast was hij elke avond bezig met het componeren van liedjes. In Parijs leerde hij de zanger André Dassary kennen die samenwerkte met de orkestleider en arrangeur Raymond Legrand. Legrand nam verschillende liedjes van Lopez in zijn repertoire, waaronder vier stuks die in 1942 een groot succes kenden: Le Rat des villes et le Rat des champs, Perrette, Jim en Refrain sauvage. Het laatste nummer leverde hem de Grand Prix du disque op. In deze tijd nam hij enkele keren de artistieke regie op zich van het cabaret Le Parnasse.
Aan het eind van de oorlog was hij inmiddels uitgegroeid tot een succesvol componist. In 1945 schreef hij zijn eerste operette, La belle de Cadix, die een vijftigtal keren opgevoerd werd. Met Raymond Vincy en Luis Mariano domineerde hij de Franse operette gedurende meer dan twintig jaar. Met Mariano schreef hij onder meer Le chanteur de Mexico (1951), met onder meer het lied Mexico dat in het Nederlands bekend werd door de Zangeres Zonder Naam.
Naast zijn operettes schreef hij ook tal van andere chansons en filmmuziek. In de jaren zestig liep zijn succes enigszins terug door de opkomst van nieuwe muziekstijlen zoals de twist. In de jaren zeventig kende de interesse voor de operette nog een verdere teruggang.
Lopez overleed in 1995 in Parijs op 78-jarige leeftijd. Hij liet een vijftigtal operettes na en een duizendtal liedjes en filmmuziek. Hij ligt begraven op het bekende kerkhof Cimetière de Montmartre.
- Biblioteca Nacional de España: XX883545
- Bibliothèque nationale de France: cb13896786r (data)
- Gemeinsame Normdatei: 118998196
- International Standard Name Identifier: 0000 0000 7104 1564
- Library of Congress Control Number: n88650064
- MusicBrainz: e28378f0-7c63-46ee-b995-69fb61864f6b
- Nationale Bibliotheek van Tsjechië: xx0181023
- Nationale Bibliotheek van Israël: 987007578827405171
- Nederlandse Thesaurus van Auteursnamen: 073983640
- Système universitaire de documentation: 02929522X
- Virtual International Authority File: 75077716
- WorldCat: E39PBJyCKbmgM9QgqVqx9FGfv3